# G. Mennen Williams

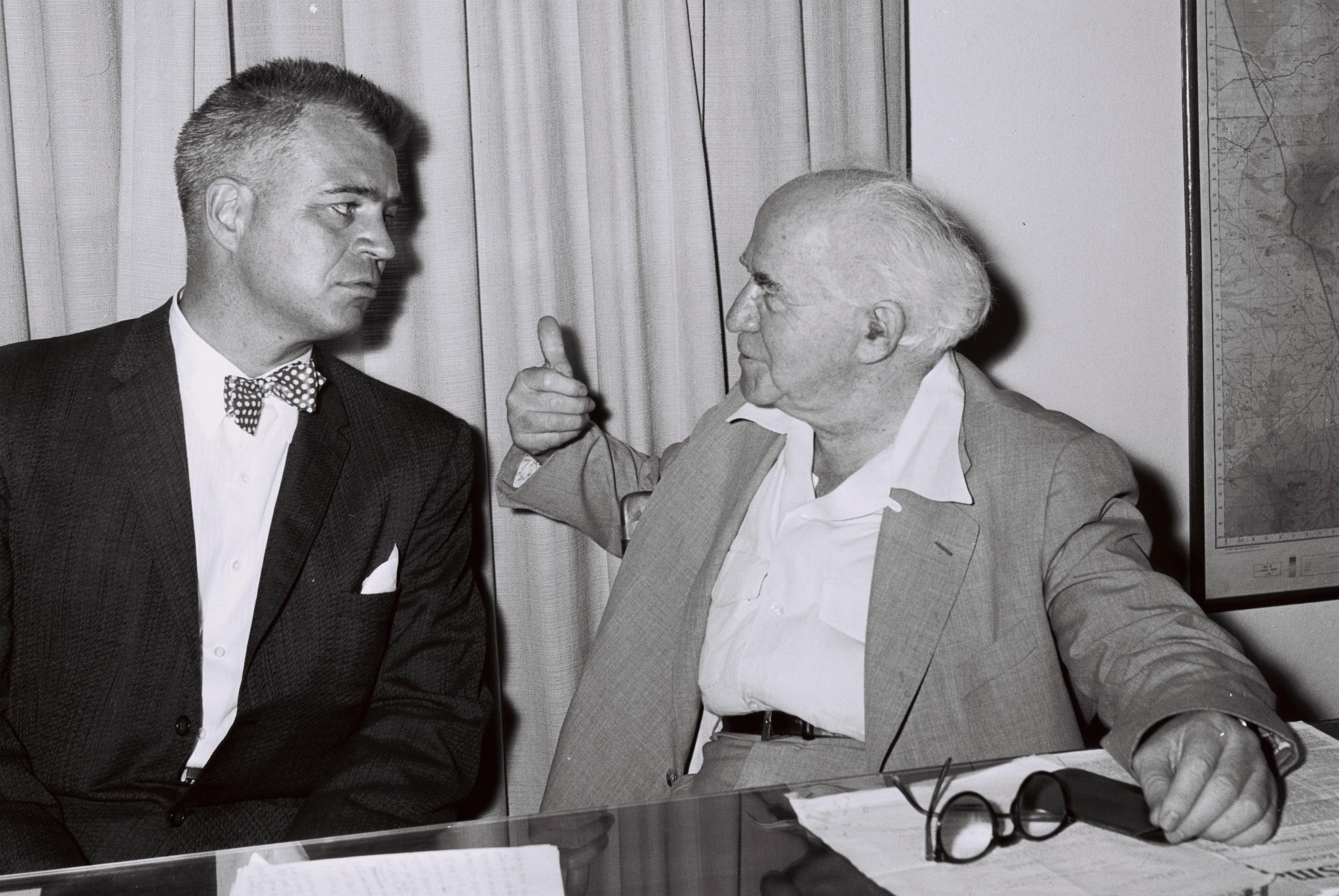
G. Mennen Williams (tv) besöker David Ben Gurion, Israels premiärminister, i oktober 1959

Gerhard Mennen "Soapy" Williams, född 23 februari 1911 i Detroit, död 2 februari 1988 i Detroit, var en amerikansk demokratisk politiker. Han var guvernör i delstaten Michigan 1949–1961. Han var känd för sin gröna fluga med vita prickar.
Williams föddes i Detroit som son till Henry P. Williams och Elma Mennen. Modern kom från en familj känd för tvålvarumärket Mennen; på grund av familjekopplingen blev G. Mennen Williams senare i folkmun känd som "Soapy".
Williams utexaminerades 1933 från Princeton University och avlade 1936 juristexamen vid University of Michigan. Han valde att gå med i demokraterna trots att han kom från en republikansk familj. Williams gifte sig 1936 med Nancy Quirk och paret fick tre barn. I andra världskriget tjänstgjorde Williams i fyra år i USA:s flotta och befordrades till örlogskapten.
Williams besegrade ämbetsinnehavaren Kim Sigler i guvernörsvalet 1948 och tillträdde guvernörsämbetet den 1 januari 1949. Mackinacbron, som hade planerats i årtionden, byggdes äntligen under Williams ämbetsperiod som guvernör. Efter tolv år i ämbetet efterträddes Williams som guvernör av partikamraten John Swainson. Efter sin tid som guvernör tjänstgjorde Williams fram till 1966 som biträdande utrikesminister med ansvar för afrikapolitiken. Afrikas avkolonisering pågick på den tiden och Williams stödde tanken "Africa for the Africans!"
Anglikanen Williams gravsattes på Protestant Cemetery i Mackinac County.